# Rotondekunst
Rotondekunst is een vorm van kunst: in het midden van een rotonde wordt een kunstwerk geplaatst. Het komt overal in de wereld voor, dat een kunstwerk op het midden van een rond plein wordt gezet.
Vooral in de jaren 1990, toen de minirotonde in Nederland en België nog gezien werd als 'nieuwigheid', werden veel rotondes van kunstwerken voorzien. Hoofdzakelijk als identiteitsdrager en blikvanger, maar ook als fysieke barrière om te verhinderen dat mensen door de middencirkel rijden in plaats van de rotonde te volgen.
Later werden rotondes meer algemeen en verminderde de neiging om op iedere rotonde een kunstwerk te voorzien. Op nieuwe rotondes vindt men tegenwoordig vaak slechts een leeg grasperk, meestal verhoogd aangelegd zodat eveneens niet rechtdoor gereden kan worden.
Een zowel nationaal als internationaal spraakmakend kunstwerk in Nederland betreft het Draaiend Huis op de Hasseltrotonde in Tilburg. Dit kunstwerk is een ontwerp van de kunstenaar John Körmerling, en werd in 2008 gerealiseerd.

## Foto's

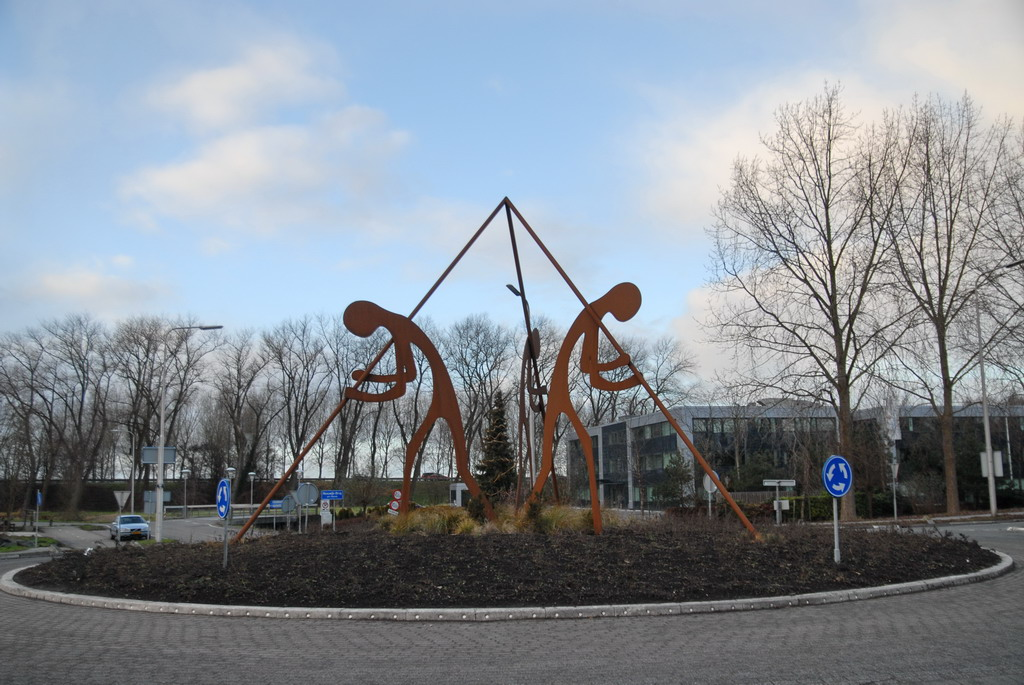
Reeuwijk, Nederland
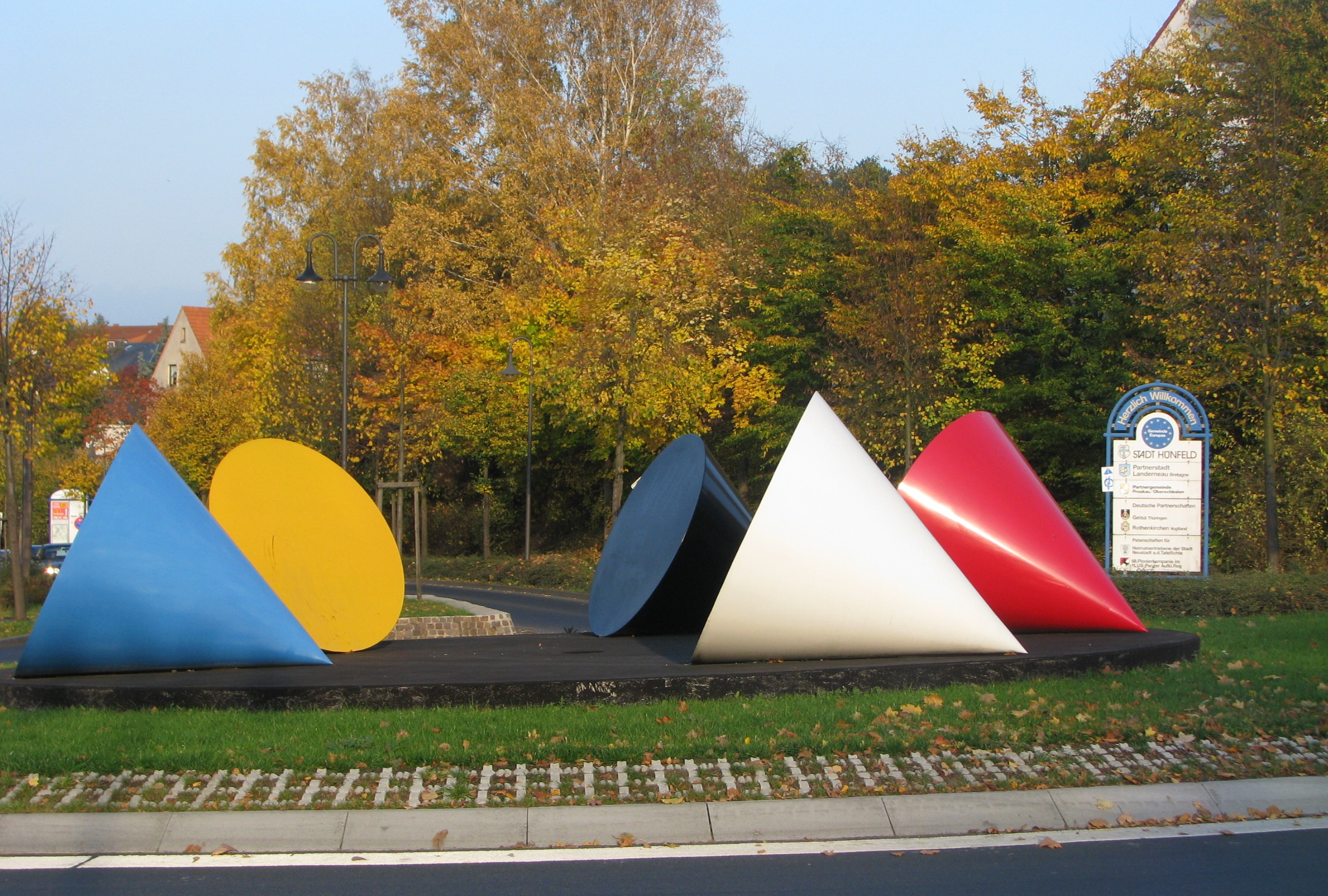
Hünfeld, Duitsland
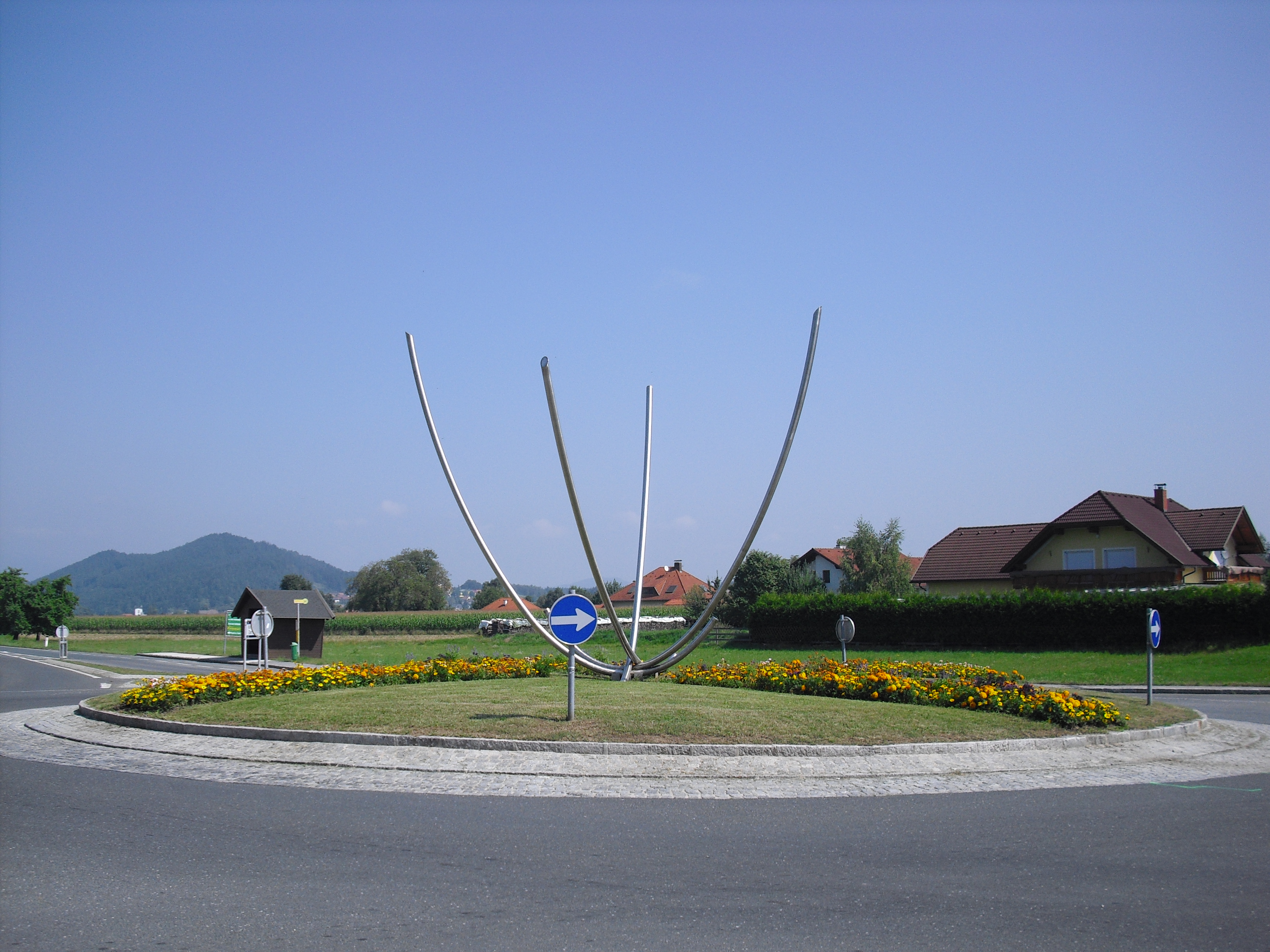
Gösselsdorf, Oostenrijk
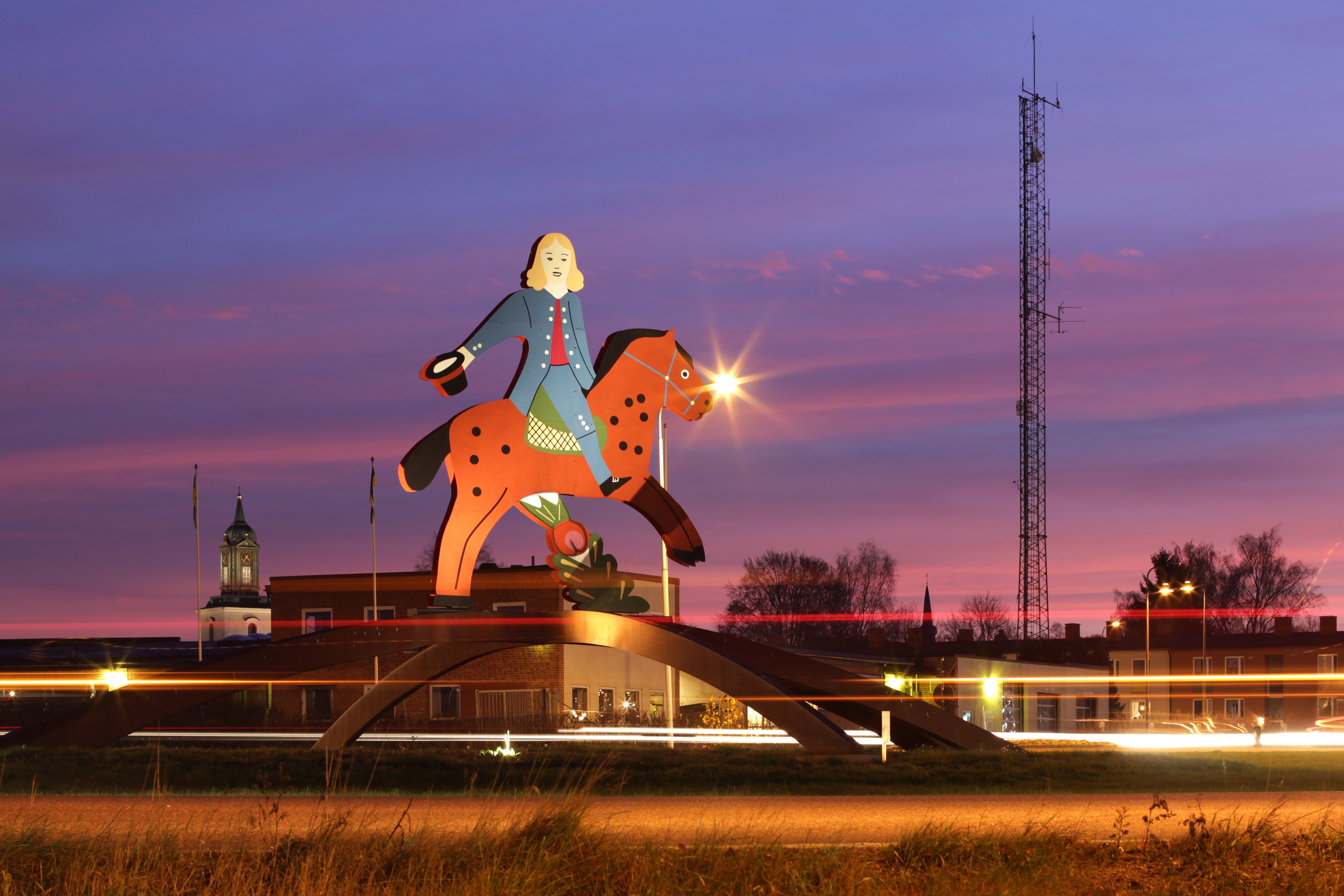
Hedemora, Zweden
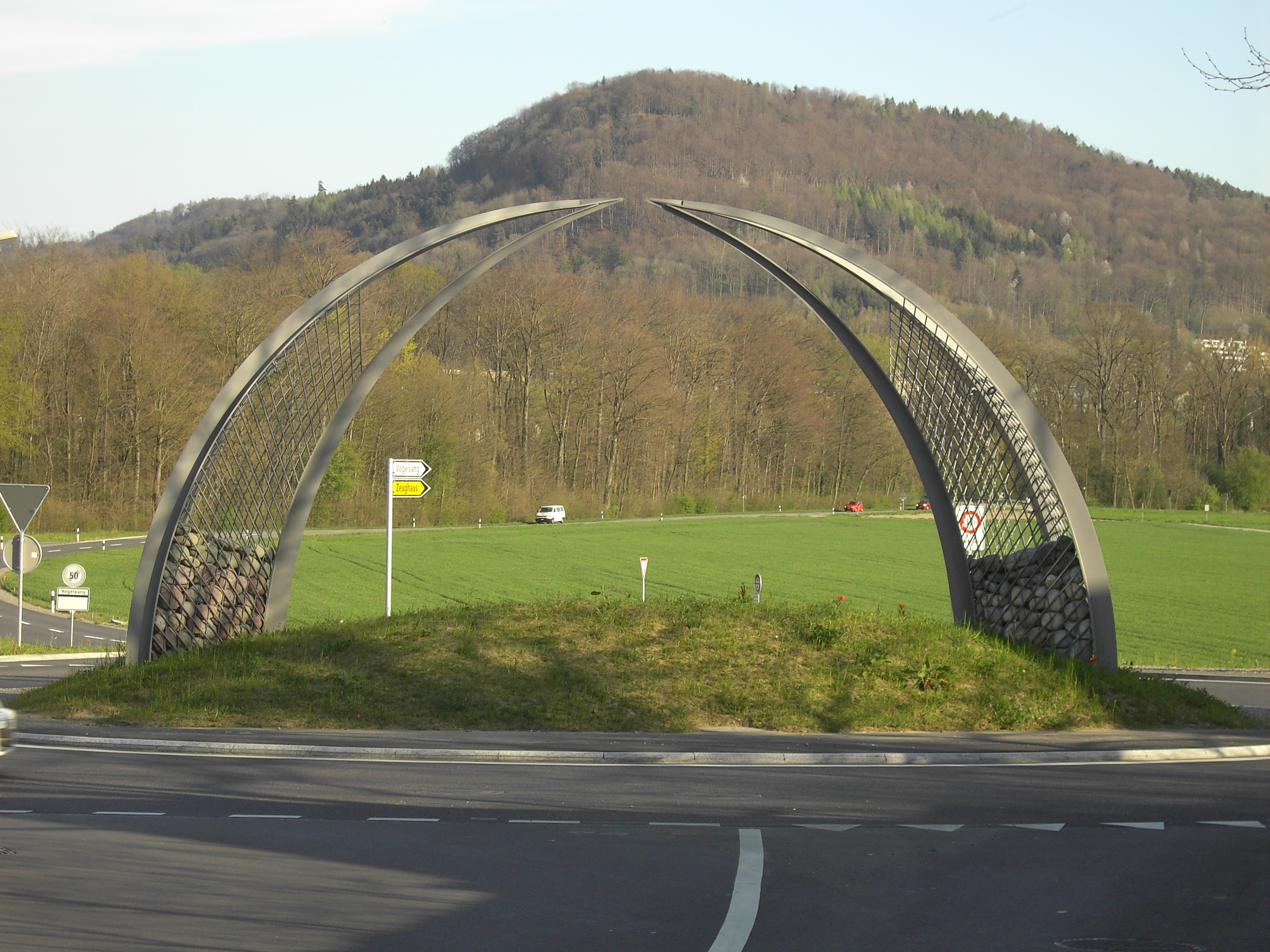
Brugg, Zwitserland